# Cyligramma magus
Cyligramma magus är en fjärilsart som beskrevs av Achille Guenée 1842. Cyligramma magus ingår i släktet Cyligramma och familjen nattflyn. Inga underarter finns listade i Catalogue of Life.

## Bildgalleri

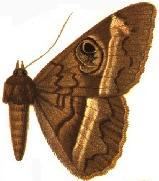